# El hobbit (videojuego de 2003)
El hobbit (título original en inglés: The Hobbit: The Prelude to The Lord of the Rings), es un videojuego publicado en el 2003 por Vivendi Universal. Es un juego de plataformas que presenta rompecabezas y luchas contra enemigos de una manera similar a la serie La leyenda de Zelda.
El juego pretende ser «el único juego basado en el clásico cuento de J. R. R. Tolkien», aunque esto no es cierto porque ya en 1982 se publicó un juego de aventura basado en El hobbit, y con el mismo título.

## Sinopsis
Bilbo Bolsón era un hobbit que vivía en Hobbiton. Un día, un mago llamado Gandalf apareció en su puerta e invitó a Bilbo a una aventura que estaba preparando. Bilbo dijo que no, pero accidentalmente invitó a Gandalf a tomar el té. Al día siguiente Gandalf y trece enanos llegaron a la puerta de Bilbo. Mientras ellos discutían sobre su aventura, Bilbo se sorprendió y se desmayó. Tuvo un sueño en el que luchaba contra trasgos junto a elfos, hombres y enanos. Cuando despertó, quería ir a la aventura, y así se lo dijo a Gandalf.
Una vez todos de acuerdo, Bilbo tomó su bastón y se dirigió a la Posada del Dragón Verde, donde ayudó a Sandyman a arreglar el puente. De allí partió con el resto de enanos, con mucho frío y hambre, hasta ver una luz en la lejanía. Los enanos decidieron que Bilbo usara sus habilidades para acercarse a investigar. Resultó ser el campamento de tres trolls de piedra. Sus nombres eran Tom, Guille y Berto. Después de tratar de robar un libro de bolsillo, Bilbo fue rescatado por Gandalf, que llevó al grupo hasta los elfos de Rivendel; y luego, a través de las Montañas Nubladas infestadas de trasgos.
Tras escapar de los lobos y ayudados por un rescate de las águilas, la empresa siguió por el Bosque Negro hasta llegar a Erebor, la montaña solitaria, para matar al dragón Smaug y recuperar el tesoro.

## Diferencias argumentales
El juego sigue fundamentalmente la línea argumental de la novela El hobbit pero hace varias adaptaciones comunes en los videojuegos como agregar monstruos, expandir capítulos o niveles e introducir luchas contra jefes.
Algunos de los cambios más importantes incluyen la ausencia en el juego de Beorn, el hombre de forma cambiante, pues sólo aparece en una escena del capítulo «Las nubes estallan» también conocido como «La Batalla de los Cinco Ejércitos». En el capítulo «Acertijos en las tinieblas», el jugador debe arreglar varias piezas del mecanismo que abre una reja para liberar a un enano prisionero. Otro cambio es en la lucha contra las arañas pues ocurre en un gran «salón de arañas» con riscos que las arañas más grandes no pueden subir, en lugar de ser entre los árboles.
También se agrega el personaje de Lianna, una elfa silvana a la que Bilbo ayuda en la cueva de los trasgos y quien le ayuda a liberar a los enanos cuando se encuentran otra vez en el Bosque Negro después de que los enanos fueron encerrados por Thranduil. Además el juego presenta a Bardo como capitán de la guardia del pueblo. En el libro él toma el mando de la defensa de la Ciudad del Lago hasta que el dragón llega. No sirve al amo de la Ciudad del Lago hasta que escapa después de la destrucción de la misma, pero parece que los creadores del juego quisieron tener a alguien familiar para darle retos importantes a Bilbo. También se agregan múltiples personajes que son mencionados después en este artículo.

## Sistema de juego
Como todos los juegos de plataformas, en este juego se tienen habilidades de salto, balanceo en cuerda, subida de escaleras, etc.
Este juego también presenta el uso del Anillo Único, para evadir y dejar atrás a los enemigos sin ser detectado. A diferencia del videojuego de La Comunidad del Anillo, el poder del Anillo Único se regenera haciendo posible un mayor uso del mismo, un buen punto pues este juego requiere de más evasión.
Cada nivel le da al jugador una serie de retos, algunos de los cuales son opcionales. Por ejemplo, uno de los retos opcionales en el nivel «Una tertulia inesperada» consiste en encontrar cuatro niños en un juego de escondidas. Un ejemplo de un reto obligatorio sería el salvar a los enanos de las arañas.
Al principio del juego, el jugador obtiene un avance de las mejoras que puede obtener durante el juego. Esto se logra mediante el nivel «Mundo de los sueños». Después de esto, el jugador inicia en el nivel «Una tertulia inesperada» con pocas habilidades combativas.
El jugador también puede adquirir una serie de objetos mediante retos. Por ejemplo, en «Una tertulia inesperada» uno de los retos opcionales consiste en recoger provisiones (salchichas, pasteles de té, etc.) para llevarlos en el viaje de Bilbo hacia la Montaña Solitaria.

## Banda sonora
La música de los combates varía a lo largo del juego, pero la mayoría es orquestal o simplemente tocada con una guitarra acústica.[cita requerida]
Otras pistas se ajustan a la trama: por ejemplo, cuando Bilbo lucha contra las grandes arañas la música es loca y salvaje, mientras en otras ocasiones suena fantasmagórica.[cita requerida]
Cada nivel tiene sus propios temas, aunque el tema principal se repite a lo largo de todo el juego. Tanto «Moscas y arañas» como «Barriles de contrabando» se desarrollan en el Bosque Negro, por lo que tienen las mismas canciones, a excepción de la que suena cuando Bilbo está en las cavernas del rey Thranduil, ya que, como los Elfos son percibidos como gentiles pero excéntricos, su música refleja estos rasgos.[cita requerida]
«Acertijos en las tinieblas» e «Información secreta» también comparten la misma música.

## Objetos

### Objetos Curativos
- Hongos le dan salud a Bilbo: los hongos pequeños proporcionan una burbuja de salud y los hongos más grandes le dan alrededor de 5. Estos se encuentran en la mayoría de los niveles.
- Pociones curativas le dan al jugador salud, (hasta 6 burbujas de salud) además pueden se llevadas para ser usadas cuando se necesiten. La cantidad máxima que se puede llevar puede ser incrementada al comprar la mejora Arcón de Medicina. Pueden ser usadas rápidamente presionando el botón en el d-pad. Son de color rosa, para distinguirlas de los Antídotos. Se les encuentra en la mayoría de los niveles, y también pueden ser compradas al proveedor de Fin de Nivel por 40 peniques de plata.
- Antídotos curan todos los venenos. Pueden ser llevados hasta que son necesitados. Igual que con las Pociones Curativas, la cantidad máxima que un jugador puede llevar en su inventario puede ser incrementada al comprar la mejora Arcón de Medicina. Son de color verde. Se les encuentra a través de los niveles y también pueden ser compradas al proveedor de Fin de Nivel por 40 peniques de plata.
- Poción de Aguas de Vigor no sólo cura a Bilbo, además temporalmente pone un escudo púrpura alrededor de sus burbujas de salud aumentando así su salud al doble. Precio del proveedor: 1000 peniques de plata.
- Poción de Aguas de Fortaleza le dan a Bilbo una burbuja de salud extra por lo tanto restaura toda su salud. Precio del proveedor: 2000 peniques de plata.

### Armas
- Dardo (Sting): la daga de Bilbo; que se encuentra al final del nivel llamado «Agujero de troll». Causa mayor daño que el resto de las armas de Bilbo; pero, sin embargo, tiene un área de efecto mucho menor que su bastón. Se puede usar para romper escudos de enemigos durante el combate y para cortar las telarañas durante el juego.
- Bastón: es el arma más versátil. Hace menos daño que Dardo, pero tiene un área de efecto más grande. Se puede usar como pértiga para saltar con ella.
- Piedras arrojadizas: se adquieren a lo largo del juego. Bilbo las puede arrojar a diferentes blancos o enemigos a cierta distancia, dándole una ventaja en el ataque. Se puede aumentar la cantidad de ellas que puede transportar comprando al proveedor del final de cada nivel «mejoras del bolso de piedras».

### Objetos útiles
- Barriles de pólvora: Si estos son destruidos explotan y causan un gran daño.
- Llaves de esqueleto permiten que un jugador automáticamente se salte el proceso de abrir una cerradura con ganzúa dándole acceso inmediato al contenido del arcón. Es difícil encontrarlas durante los niveles del juego. Precio del proveedor: 80 peniques de plata.
- Arcones: Usualmente requieren ser abiertos con ganzúa (lo cual es un minijuego en el cual se debe alinear o seleccionar el blanco verde en un "panel del mecanismo de apertura" lo cual se logra al presionar un botón en el control/teclado), pero algunos no requieren de este proceso y además en todos se pueden usar llaves de esqueleto para saltarlo. Durante la apertura de la cerradura, un reloj aparece en la parte superior del minijuego, se debe completar la apertura de cada mecanismo de la cerradura antes de que el reloj llegue al final o se fallará en el intento de abrir la cerradura. Si durante el proceso se selecciona una diana blanca, el reloj avanzará rápidamente una determinada distancia. Si se selecciona una diana roja, entonces se fallará instantáneamente la apertura. A continuación se menciona los tipos de arcones que se pueden encontrar en el juego mencionados en orden de facilidad de apertura del más sencillo al más difícil:

- Madera: Estos no requieren del proceso de apertura o incluyen uno o dos paneles. Estos nunca dañan a Bilbo en caso de intentos fallidos de apertura.
- Azul: Estos requieren de 3-4 paneles y generalmente dan un cierto nivel de daño a Bilbo, frecuentemente envenenándolo, en caso de un intento fallido.
- Oro: Estos requieren de 5 o más paneles y durante un intento fallido generalmente dan un gran daño a Bilbo. También pueden envenenarlo. Sin embargo, siendo los arcones más difíciles de abrir, proporcionan las mayores riquezas y provisiones (por ejemplo, pociones curativas o antídotos).

- Puntos de valentía: Los puntos de valentía son joyas encontradas en cada nivel (al derrotar enemigos, completar retos o recolectarlas manualmente). A cada 1000 puntos de coraje recolectados por Bilbo se le proporciona una burbuja de salud extra.  (Progress towards the next bubble is shown by an on-screen meter.)  Vienen en diferentes formas y tienen diferentes valores; mencionamos los existentes del menor al mayor valor, azul(1), cyan(1), rojo(5), verde(10), rosa(25) y blanco(50).